# La Guerre (film, 2002)
Pour les articles homonymes, voir La Guerre et Voïna.
Pour plus de détails, voir Fiche technique et Distribution.
La Guerre (Война, Voïna) est un film russe réalisé par Alekseï Balabanov, sorti en 2002.

## Synopsis
Le film est consacré à la seconde guerre de Tchétchénie. La narration adopte le point de vue d'un ancien soldat russe, actuellement en prison, Ivan Ermakov (Aleksei Tchadov) qui donne une interview à un journaliste.
À l'été 2001, Ivan et son ami Fedor qui ont été faits prisonniers de guerre sont utilisés comme des esclaves dans un village contrôlé par des Tchétchènes, commandés par Aslan Gougaev. Ivan est également utilisé pour ses connaissances en informatique grâce à ses études effectuées à Tobolsk, utiles à Aslan qui utilise souvent l'Internet. Les hommes d'Aslan amènent au village de nouveaux otages, parmi lesquels deux autres soldats russes, ainsi que l'acteur britannique John Boyle et sa fiancée Margaret Michaelsen. Les Tchétchènes massacrent les soldats et filment leur mise à mort, tandis que les Anglais sont conservés pour leur valeur marchande en tant qu'otages dont on peut obtenir une rançon.
De fait, John Boyle est relâché, Aslan le menaçant de violer et tuer sa compagne s'il ne parvient pas à ramener deux millions de Livres. Ivan et Fedor, pour lesquels personne ne peut payer, sont également libérés.
Les efforts de John pour obtenir de l'argent s'avèrent vains, seule une chaîne de télévision britannique lui proposant de l'aider financièrement en échange de matériel vidéo documentant l'échange. À Moscou, les autorités militaires se montrent complètement indifférentes au drame de John, et il choisit plutôt de s'adresser à Ivan afin que ce dernier l'aide à sauver Margaret. 
Ivan, retourné à Tobolsk, s'est avéré incapable de reprendre une vie civile normale. Il n'arrive pas à trouver du travail, car les employeurs craignent que sa captivité en Tchétchénie ne l'ait durablement perturbé psychologiquement. Il a également tenté de mobiliser à Saint-Pétersbourg la famille d'un autre prisonnier le Captaine Medvedev, en pure perte. Quand John le retrouve à Tobolsk, Ivan accepte de retourner en Tchchńier contre de l'argent. Ils passent par Moscou puis Vladikavkaz avant d'entrer secrètement en terre tchétchène, s'emparant en cours de route d'un SUV rempli d'armes. Ils embarquent un habitant du coin, Ruslan Shamayev, et Ivan parvient à retrouver le chemin menant au repaire de Gugayev. Après avoir attendu qu'un groupe de soldats quitte les lieux, Ivan, John, et Ruslan passent à l'attaque. Ils tuent les gardes, et retrouvent le Capitaine Medvedev ainsi que Margaret. Découvrant que celle-ci a été violée, John devient fou de rage et tue Gugayev, ce qui complique fortement la situation, car Ivan comptait se servir du chef de guerre comme otage afin d'arriver à quitter la Tchétchénie indemne.
Les hommes de Gugayev de retour donnent l'assaut, mais le groupe parvient à s'enfuir sur un raft et à se réfugier dans une ancienne forteresse. Grâce à un téléphone satellite récupéré sur Aslan, ils parviennent à appeler les forces aériennes à l'aide. Des hélicoptères russes Mi-24 arrivent, mettant en fuite les assaillants, puis conduisent les otages libérés à une base militaire. 
John donne à Ivan le montant promis, ce dernier le partageant avec Ruslan. Ivan donne par la suite le reste de la somme afin que le capitaine Medvedev puisse être soigné. 
Le film se termine sur les dernières informations données par Ivan dans son interview. Margaret n'a pas épousé John. John, qui a filmé les événements, en a tiré un film et un livre intitulés Ma vie en Russie. Après la sortie du film, Ivan a été mis en examen pour le « meurtre de citoyens pacifiques de la fédération de Russie ». Ruslan, qui vit désormais à Moscou, a témoigné contre lui. Le seul à avoir soutenu Ivan est le capitaine Medvedev.

## Fiche technique
- Titre : La Guerre
- Titre original : Война, Voïna
- Réalisation et scénario : Alekseï Balabanov
- Production : Sergueï Selianov (ru)
- Musique : Viatcheslav Boutoussov
- Photographie : Sergueï Astakhov (ru)
- Montage : Marina Lipartia
- Décors : Pavel Parkhomenko
- Costumes : Tatiana Patrakhaltseva
- Son : Maxime Belovolov
- Pays d'origine : Russie
- Format : Couleurs
- Genre : film de guerre
- Durée : 120 minutes
- Dates de sortie :
  - Russie : 14 mars 2002

## Distribution
- Alekseï Tchadov : Ivan Ermakov
- Ian Kelly : John Boyle
- Ingeborga Dapkūnaitė : Margaret, fiancée de John
- Sergueï Bodrov : capitaine Medvedev
- Evklid Kiourdzidis (ru) : Ruslan Chamaïev
- Gueorgui Gourgoulia : Aslan Gugaïev
- Vladimir Gostioukhine : père d'Ivan
- Irina Sokolova (ru) : mère de Medvedev
- Iouri Stepanov (ru) : Alexandre Matrosov
- Lev Erinburg (ru) : otage
- Viktor Smirnov (ru) : général
- Stas Stotski : Fedia
- Viktoria Smirnova : Katia, petite-amie d'Ivan
- Alekseï Alekseïev : soldat
- Sergueï Chemarkine : traducteur
- Irina Malinovskaïa : Zina

## Récompenses
- Prix d'interprétation pour Alekseï Tchadov au Festival du film de Montréal (2002)
- Nika du meilleur acteur dans un second rôle pour Sergueï Bodrov, Jr. (2002)

## Bande originale
| 1.  | Voina                 | Timour Moutsouraev              | 0:52 |
| 2.  | Komandor              | Tomas                           | 5:14 |
| 3.  | Volki                 | Bi-2                            | 5:37 |
| 4.  | SOS                   | Splin                           | 4:30 |
| 5.  | Bereg                 | Vyacheslav Butusov (en)         | 4:43 |
| 6.  | Lyutaya               | Volga-Volga                     | 1:36 |
| 7.  | Chyorny voron         | Livan and PEKh                  | 5:53 |
| 8.  | Fellini               | Splin/Bi-2                      | 5:05 |
| 9.  | Yeshyo ne vecher      | Bi-2                            | 4:55 |
| 10. | Plastmassovaya Zhizn' | Splin                           | 3:31 |
| 11. | Sokol                 | Bi-2                            | 7:07 |
| 12. | Kholostye puli        | Partisan radio                  | 4:11 |
| 13. | Moya zvezda           | Vyacheslav Butusov et Deadushki | 5:14 |
| 14. | Vulitsa               | Okean Elzy                      | 5:28 |
| 15. | Voina (Volki-2)       | Bi-2                            | 4:33 |

Musique présente dans le film, mais non incluse dans la bande originale :
| Titre                             | Interprète         |
| --------------------------------- | ------------------ |
| Iyerusalim, Shamil' vedyot otryad | Timour Moutsouraev |
| Gde zh moya lyubimaya             | Arangulov brothers |